# Liocoris
Liocoris är ett släkte av insekter. Liocoris ingår i familjen ängsskinnbaggar.
Släktet innehåller bara arten Liocoris tripustulatus.

## Bildgalleri

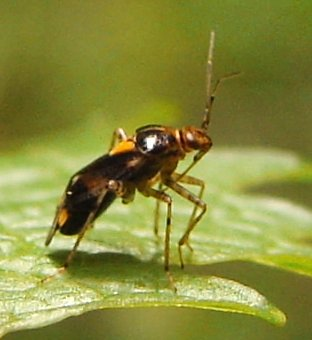